# Stary cmentarz żydowski w Żarkach
Stary cmentarz żydowski w Żarkach – kirkut znajdujący się przy obecnej ul. Górki w Żarkach. Data jego powstania jak też likwidacji pozostaje nieznana. Na terenie kirkutu nie zachowały się żadne widoczne macewy, ale pod powierzchnią gruntu znajdują się szczątki pochowanych na cmentarzu osób.